# Arthur Hay, 15. Earl of Kinnoull
Arthur William George Patrick Hay, 15. Earl of Kinnoull (* 26. Mai 1935; † 7. Juni 2013 in Perthshire) war ein britischer Peer und Politiker der Conservative Party.

## Leben

### Familie und Ausbildung
Er war der jüngste und einzige überlebende Sohn von George Hay-Drummond, 14. Earl of Kinnoull (1902–1938) aus dessen zweiter Ehe mit Mary Ethel Isobel Meyrick († 1938). Er war noch minderjährig als 1938 seine beiden Elternteile starben und er die Adelstitel seines Vaters als 15. Earl of Kinnoull, 15. Viscount of Dupplin, 15. Lord Hay of Kinfauns und 8. Baron Hay of Pedwardine erbte. Er wurde in der Folgezeit gemeinsam mit seinen älteren Schwestern von einem Onkel und einer Tante mütterlicherseits, Lord und Lady de Clifford, in Gloucestershire aufgezogen.
Er besuchte das Eton College und studierte am Royal Agricultural College in Cirencester. 

### Berufslaufbahn und weitere Ämter
Hay arbeitete als unabhängiger Immobiliensachverständiger (Chartered Surveyor; Chartered Land Agent). Er war Seniorpartner der schottischen Immobiliengesellschaft Langley Taylor Scotland in Edinburgh.
Er war Präsident (President) des National Council on Inland Transport (1964–1976) und Vize-Präsident (Vice-President) der National Association of Parish Councils (1971). Er war Vorsitzender (Chairman) der Property Owners’ Building Society und Non-Executive Director der Woolwich Building Society (mittlerweile: Woolwich plc).
Er war Mitglied der Agricultural Valuers’ Association. Er war seit 1978 Mitglied des Verwaltungsrates (Council) der britischen Wohltätigkeitsorganisation Royal National Mission to Deep Sea Fishermen.
Er war seit 1985 Vorsteher (Governor) der St John’s School, Leatherhead in der Grafschaft Surrey. Er war weiters ab 2000 ex-aequo Vorsitzender (Co-Chairman) des Regents Board des Harris Manchester College der Universität Oxford. 
Er war Delegierter der Conservative Party beim Europarat (1983–1992).

## Ehrungen
1964 wurde er Fellow der Land Agents’ Society (F.L.A.S.). Er war seit 1965 Mitglied der Royal Company of Archers. 1970 wurde er Fellow der Royal Institution of Chartered Surveyors (F.R.I.C.S.). Er war Präsident der Scottish Clans Association (1970). Er war Patron der Clan Hay Society. 

## Mitgliedschaft im House of Lords
Mit dem Erbe des nachgeordneten Titels Baron Hay of Pedwardine wurde Hay beim Tod seines Vaters am 18. März 1938 nominelles Mitglied des House of Lords. Aufgrund seiner Minderjährigkeit konnte er die Mitgliedschaft jedoch erst antreten, er mit Vollendung des 21. Lebensjahres volljährig wurde. In House of Lords schloss er sich der Fraktion der Conservative Party an. Seine erste Wortmeldung im Parlament erfolgte am 12. Dezember 1957.
Von 1966 bis 1968 hatte er im House of Lords das Amt des Junior Conservative Whip inne.  
Hay war über 40 Jahre aktives Mitglied des House of Lords. Im Hansard sind Wortbeiträge Hays aus den Jahren von 1957 bis 1999 dokumentiert. Im November 1999 meldete er sich im House of Lords zuletzt zu Wort. Seine Mitgliedschaft im House of Lords endete 1999 durch den House of Lords Act 1999. 

## Privates
Am 1. Juni 1961 heiratete er Gay Ann Lowson (* 1938), Tochter des Lord Mayor of London Sir Denys Lowson, 1. Baronet (of Westlaws). Aus der Ehe gingen vier Kinder hervor, ein Sohn und drei Töchter. 2003 lebte er mit seiner Ehefrau in dem Ferienort Seaview auf der Isle of Wight.
Hay starb im Alter von 78 Jahren in Schottland. Seine Adelstitel erbte sein einziger Sohn Charles William Harley Hay, 16. Earl of Kinnoull (* 1962); er arbeitet als Barrister.